# Bánh tổ ong
Bánh tổ/ tàn ong, bánh waffle (tiếng Anh: waffle), hay bánh kẹp là một món ăn với nguyên liệu bột nhão hoặc bột nhào sử dụng khuôn điện nướng chín giữa hai mặt để tạo ra một kích thước, hình dạng và bề mặt đặc trưng. Có nhiều biến thể tuỷ theo loại khuôn bánh waffle và công thức được sử dụng. Bánh waffle là món ăn phổ biến trên khắp thế giới với nhiều hình dáng và biến tấu khác nhau tùy vào văn hóa in trên khuôn bánh waffle, đặc biệt là ở Bỉ, nơi có hàng tá loại mang phong cách của từng vùng. Bánh waffle có thể được làm tươi hoặc đơn giản là được làm nóng sau khi được nướng chín và bảo quản lạnh.

## Thuật ngữ
Từ "waffle" xuất hiện lần đầu tiên trong tiếng Anh vào năm 1725, bắt nguồn từ wafel trong tiếng Hà Lan, vốn có nguồn gốc sâu xa từ wafele thời Trung Đại của nước này.
Trong khi từ wafele của Hà Lan xuất hiện trong thời Trung Đại cuối thế kỷ 13, từ walfre của Pháp đã tồn tại từ năm 1185. Cả hai thuật ngữ đều được coi là có cùng gốc từ wafla (nghĩa là "tổ ong" hay "cái bánh") trong tiếng Frank (Chi ngôn ngữ German phía Tây của người Frank).

## Lịch sử